# Bites
Bites (с англ. — «Укусы») — дебютный полноформатный студийный альбом канадской электро-индастриал группы Skinny Puppy, выпущенный в августе 1985 года на лейбле Nettwerk в Канаде в формате винил. Как и в предыдущем релизе Skinny Puppy продолжают оттачивать свой посыл в текстах песен, ставя упор на тему социальных проблем. Альбом Bites породил главный андерграудный хит группы «Assimilate».
5 августа 1994 году альбом был удостоен золотой сертификации от Канадской ассоциации звукозаписывающих компаний

## Предыстория и запись

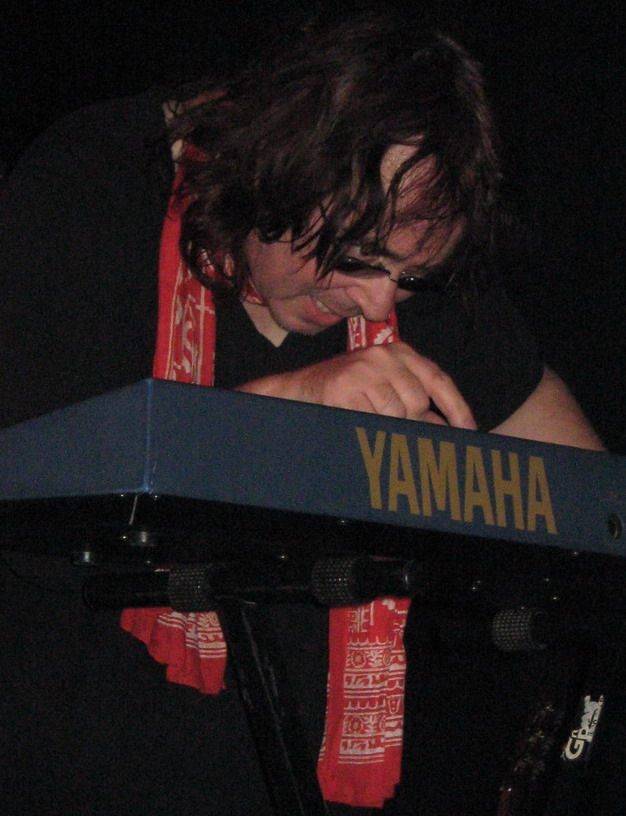
Живое выступление Эдварда Ка-Спела в Гааге

Кевин Ки и Нивек Огр разогревали группу Chris & Cosey в их канадском туре 1985 года как Hell 'O' Death Day; некоторые из материалов того времени, которые дуэт исполнил, были добавлены в альбом Bites в качестве бонус-треков. Один из этих бонус-треков, песня под названием «The Centre Bullet», содержит тексты песен основателя The Legenady Pink Dots Эдварда Ка-Спела. Композиция «The Center Bullet» из одноимённого мини-альбома группы The Tear Garden вошла в трек-лист альбома Bites 1993 издания, но под другим рабочим названием — «The Centre Bullet». Обе композиции идентичны, за исключением присутствия вокала Эдварда Ка-Спела из The Legendary Pink Dots в версии The Tear Garden. Поздние переиздания альбома The Tear Garden Tired Eyes Slowly Burning также содержат эту версию песни «The Center Bullet». Поскольку Кевин Ки и Дэйв Огилви являются авторами двух этих версий композиции, остаётся не ясным тот факт, была ли она создана группой Skinny Puppy или The Tear Garden.
В то время как Skinny Puppy стала хорошо принимать андерграунд-аудитория в большинстве крупных городских районов, отчасти из-за их антипотребительских тем и эстетики в стиле The Cure, не все относились к группе тепло. Кевин Ки описал Skinny Puppy как антитезу «менталитета музыки Брюса Спрингстина», отвергая «Топ-40 соответствий». Музыкальный журналист из Торонто и диджей Грег Клоу вспомнил Майкла Уильямса, который был виджеем для MuchMusic, представляя ему Skinny Puppy, описывая их как «канадский ответ Depeche Mode».
Альбом был спродюсирован Кевином Ки и Дэйвом Огилви. Участник электронной группы из Австралии Severed Heads по имени Том Эллард также участвовал в производстве альбома Bites, выступая в качестве продюсера и выполняя различные обязанности по семплированию и микшированию.

## Художественное оформление
Обложку альбома разработал канадский художник и дизайнер Стивен Р. Гилмор.

## Выпуск
Первый CD-релиз Bites вошёл в сборник Bites and Remissiom в 1987 году. Этот релиз заменил песни «Assimilate» и «The Choke» ремикс-версиями, и он не включал в себя все треки, показанные в предыдущем кассетном выпуске, который был значительно длиннее. Аналогичный, но дискретный CD под названием Remission & Bites был выпущен на лейбле Play It Again Sam в Европе в том же году. В версии переиздания 1993 года песня «One Day» нигде не указана.
В 1993 году альбом был переиздан в формате CD-диска, включавший дополнительный материал группы, собранный из кассетных и международных изданий, а также ранее нераспределённых композиций.

## Отзывы критиков
| Оценки критиков | Оценки критиков |
| Источник        | Оценка          |
| --------------- | --------------- |
| AllMusic        | [ 1 ]           |
| Billboard       | благоприятно    |

В целом, альбом получил положительные отзывы. Музыкальный магазин Billboard назвал альбом «танцевальным техно…а-ля Kraftwerk!». AllMusic описал альбом, как «Злые, девиантные голоса и электро пульс — всё это вместе создают пугающие переживания. И самое удивительное в этом раннем взгляде на багаж трюков группы заключается в том, насколько деликатными и нетронутыми они кажутся без более сложных слоев семплов и эффектов, которые станут их хлебом с маслом в будущем».
Майк Абрамс из Ottawa Citizen в своей рецензии писал, что Bites был удручающим и для людей с «разборчивыми вкусами». Он назвал песни «Assimilate» и «Last Call» лучшими треками альбома. Джеймс Мюретич из Calgary Herald был менее впечатлён релизом, назвав Bites «раздражающим» и сравнил участников Skinny Puppy с роботами.
Канадский журнал Chart Attack назвал Bites самым влиятельным альбомом 80-х годов.

## Список композиций
| №                   | Название            | Длительность |
| ------------------- | ------------------- | ------------ |
| 1.                  | «Assimilate»        | 6:56         |
| 2.                  | «Dead Lines»        | 6:13         |
| 3.                  | «Blood on the Wall» | 2:58         |
| 4.                  | «Icebreaker»        | 3:14         |
| 5.                  | «The Choke»         | 6:29         |
| 6.                  | «Social Deception»  | 2:57         |
| 7.                  | «Basement»          | 3:25         |
| 8.                  | «Last Call»         | 5:54         |
| 9.                  | «Film»              | 2:18         |
| Общая длительность: | Общая длительность: | 40:24        |

| №                   | Название                 | Длительность |
| ------------------- | ------------------------ | ------------ |
| 1.                  | «Assimilate»             | 6:56         |
| 2.                  | «Blood on the Wall»      | 2:58         |
| 3.                  | «Dead Lines»             | 6:13         |
| 4.                  | «Church»                 | 3:16         |
| 5.                  | «Icebreaker»             | 3:14         |
| 6.                  | «Tomorrow»               | 4:53         |
| 7.                  | «Dead Doll»              | 2:28         |
| 8.                  | «Film»                   | 2:18         |
| 9.                  | «Love»                   | 1:51         |
| 10.                 | «The Choke»              | 6:29         |
| 11.                 | «Social Deception»       | 2:57         |
| 12.                 | «Christianity»           | 1:32         |
| 13.                 | «Basement»               | 3:25         |
| 14.                 | «Last Call»              | 5:54         |
| 15.                 | «Falling»                | 4:20         |
| 16.                 | «The Centre Bullet»      | 9:42         |
| 17.                 | «One Day» (Скрытый трек) | 4:20         |
| Общая длительность: | Общая длительность:      | 72:55        |

| №                   | Название                                  | Длительность |
| ------------------- | ----------------------------------------- | ------------ |
| 1.                  | «Assimilate»                              | 6:56         |
| 2.                  | «The Choke»                               | 6:29         |
| 3.                  | «Blood on the Wall»                       | 2:58         |
| 4.                  | «Church»                                  | 3:16         |
| 5.                  | «Dead Lines» (переименован в 'Deadlines') | 6:13         |
| 6.                  | «Last Call»                               | 5:54         |
| 7.                  | «Basement»                                | 3:25         |
| 8.                  | «Tomorrow»                                | 4:53         |
| Общая длительность: | Общая длительность:                       | 40:04        |

| №                   | Название            | Длительность |
| ------------------- | ------------------- | ------------ |
| 1.                  | «Assimilate»        | 6:56         |
| 2.                  | «Blood on the Wall» | 2:58         |
| 3.                  | «Dead Lines»        | 6:13         |
| 4.                  | «Icebreaker»        | 3:14         |
| 5.                  | «Film»              | 2:18         |
| 6.                  | «Church»            | 3:16         |
| Общая длительность: | Общая длительность: | 24:55        |

| №                   | Название                            | Длительность |
| ------------------- | ----------------------------------- | ------------ |
| 1.                  | «The Choke» (Misprinted as 'Choke') | 6:29         |
| 2.                  | «Christianity»                      | 1:32         |
| 3.                  | «Social Deception»                  | 2:57         |
| 4.                  | «Basement»                          | 3:25         |
| 5.                  | «Last Call»                         | 5:54         |
| 6.                  | «Tomorrow»                          | 4:53         |
| 7.                  | «Love»                              | 1:51         |
| Общая длительность: | Общая длительность:                 | 27:01        |

- В CD-издании альбома с 1 по 9 композиции были озаглавлены как Attack, а с 10 по 16 Decay.

Семплы, которые были использованы в песнях:
- Песня «Assimilate» содержит семплы из кинофильма 1976 года Марафонец — «Is it safe?».
- Песня «Blood on the Wall» содержит семплы из кинофильма 1974 года Техасская резня бензопилой — «You see? They say it’s just an old man talking. You laugh at an old man. There’s them that laughs and knows better». Также в эту композицию вошли семплы из фильма Жилец 1976 года.
- Песня «The Choke» включает в себе семплы из фильма Жилец — «If you cut off my head, what would I say? Me and my… Me and my head, or me and my body?».
- Композиции «Church», «Icebreaker», «Love» и «Basement» содержат семплы из кинофильма 1973 года Легенда Адского дома — «Get out before I kill you all!».

## Участники записи
| Skinny Puppy - Нивек Огр — вокал, гитара, синтезатор, перкуссия - Кевин Ки — гитара, бас-гитара, секвенсор, синтезатор, семплы, перкуссия, барабаны Приглашённые музыканты - Билл Либ — бас-синт («Icebreaker», «The Choke») - Д. Плевен — бас-гитара («Blood on the Wall») | Производственный персонал - Дэйв Огилви — продюсер, звукорежиссёр - Том Эллард — продюсер, микширование, семплы («Assimilate») - Терри Макбрайд — исполнительный продюсер - Стивен Р. Гилмор — художественное оформление - Грег Скайс — художественное оформление |